# Usagre
Usagre ist ein südwestspanisches Dorf und eine Gemeinde (municipio) mit 1.723 Einwohnern (Stand: 2024) im Süden der Provinz Badajoz in der Autonomen Gemeinschaft Extremadura. 

## Lage und Klima
Die etwa 565 m hoch gelegene Gemeinde Usagre liegt etwa 100 Kilometer südsüdöstlich von Mérida. Das Klima ist gemäßigt bis warm; Regen (ca. 473 mm/Jahr) fällt überwiegend im Winterhalbjahr.

## Geschichte
Am 25. Mai 1811 kam es zur Schlacht von Usagre. Die zahlenmäßig fast doppelt überlegenen französischen Truppen unter General Nicolas de Fay wurden durch das verbündete spanischen, portugiesischen und britischen Heer unter Befehl von William Lumley zurückgeschlagen.

## Bevölkerungsentwicklung
| Jahr      | 1970 | 1981 | 1991 | 2001 | 2011 | 2021 |
| Einwohner | 3407 | 2926 | 2213 | 2071 | 1940 | 1761 |

## Sehenswürdigkeiten
- Marienkirche (Iglesia parroquial de Nuestra Señora de Gracia) aus dem 17. Jahrhundert

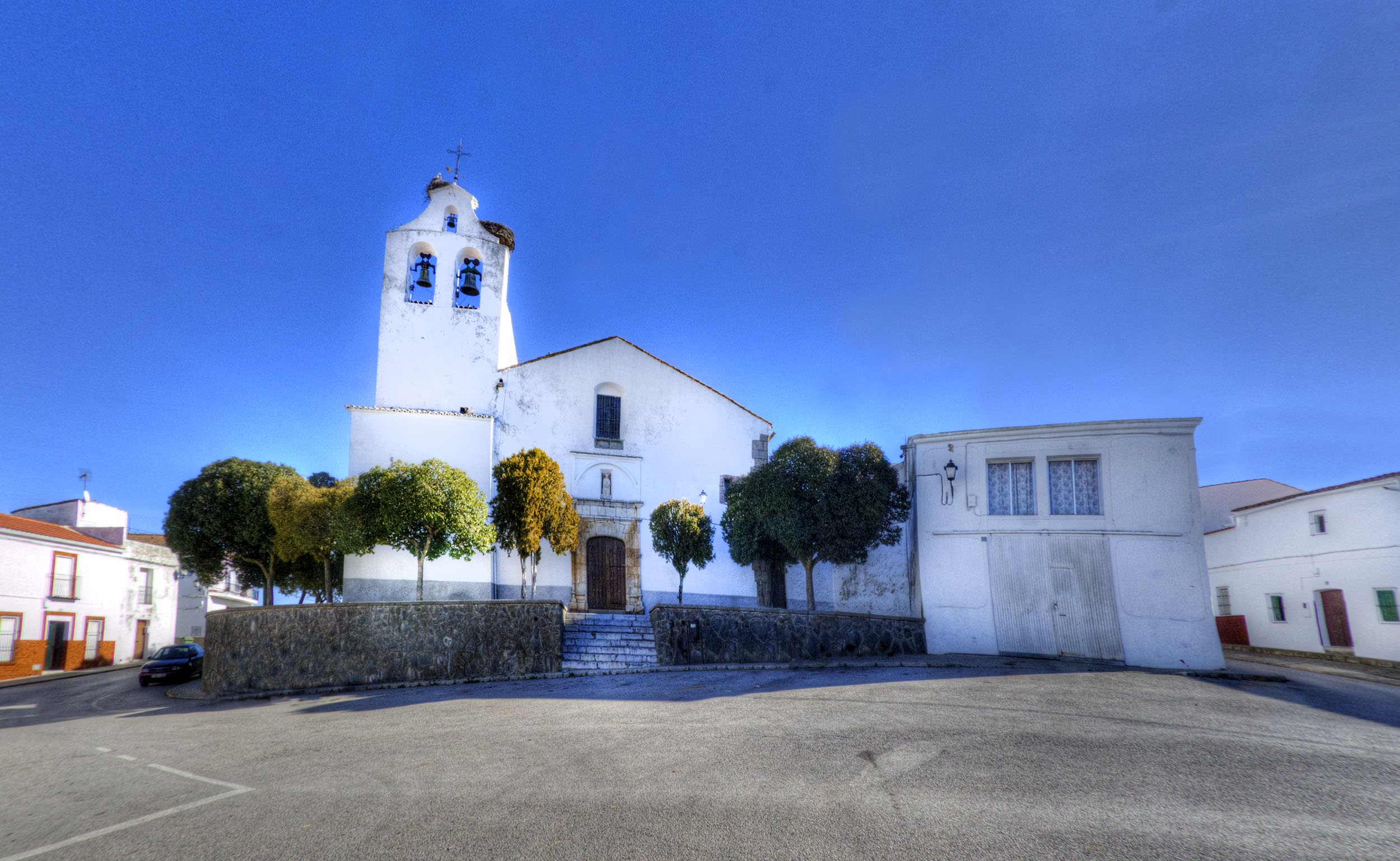
Marienkirche

## Persönlichkeiten
- Juan Ramón Ruano (* 1983), Fußballspieler